# Segunda batalla de St Albans
La Segunda Batalla de St Albans fue un enfrentamiento militar librado el 17 de febrero de 1461 en el contexto de la guerra de las Dos Rosas, disputada entre las casas nobiliarias de York y Lancaster por la Corona inglesa. 
La Segunda Batalla de St Albans se trató del enfrentamiento entre las tropas de Ricardo Naville, conde de Warwick que intentaban detener el avance hacia Londres de la reina Margarita de Anjou venida desde el norte después resultar victoriosa en la Batalla de Wakefield del 30 de diciembre de 1460. 
Gracias a una maniobra de flanqueo, Margarita logró derrotar a sus oponentes. Sin embargo, al no avanzar inmediatamente hacia la capital dio tiempo a los yorkistas de reunir sus fuerzas bajo el mando del príncipe Eduardo de York y Warwick, que le derrotaron en la Batalla de Towton el 29 de marzo de 1461.